# ۱۲۳۳ (میلادی)
۱۲۳۳ (میلادی) هزار و دویست و سی و سومین سال تقویم میلادی است.

## درگذشتگان
‎